# Karl Schultz (Reiter)
Karl Schultz (* 6. November 1937 in Bad Schwartau) ist ein ehemaliger deutscher Vielseitigkeitsreiter, der bei zwei Olympiastarts drei Medaillen gewann.
Karl Schultz wuchs auf einem Bauernhof auf und begann 1960 mit der Vielseitigkeitsreiterei. 1971 belegte er bei der Europameisterschaft den 13. Rang. Bei den Olympischen Spielen 1972 in München war Schultz mit dem zehnjährigen Wallach Pisco für die deutsche Mannschaft nominiert. Als 16. der Einzelwertung gehörte er zusammen mit Harry Klugmann, Lutz Goessing und Horst Karsten zur deutschen Equipe, die die Bronzemedaille hinter den Teams aus dem Vereinigten Königreich und aus den Vereinigten Staaten erhielt.
Bei der Europameisterschaft 1975 in Luhmühlen belegte Schultz als Einzelreiter den achten Platz. 1976 gelang Schultz mit Madrigal die Qualifikation zur deutschen Equipe bei den Olympischen Spielen 1976 in Montreal. In der Einzelwertung belegte er hinter den US-Amerikanern Edmund Coffin und John Michael Plumb den dritten Platz. Zusammen mit Herbert Blöcker, Helmut Rethemeier und Otto Ammermann gewann Schultz hinter der Mannschaft aus den Vereinigten Staaten die Silbermedaille.
Im Jahr 1980 gewann Schultz nochmals eine Silbermedaille mit der bundesdeutschen Mannschaft: Beim Festival international de concours complet de Fontainebleau, dem Ersatzwettbewerb für die boykottierten Olympischen Spiele in Moskau, war er erneut mit Madrigal am Start.
Karl Schultz, der dem Reiterverein Bad Schwartau angehörte, übernahm als Landwirt den elterlichen Hof.